# بخش زنیا (شهرستان گرین، اوهایو)
بخش زنیا (به انگلیسی: Xenia Township) یک منطقهٔ مسکونی در ایالات متحده آمریکا است که در شهرستان گرین، اوهایو واقع شده‌است.
 بخش زنیا ۱۱۳٫۸ کیلومتر مربع مساحت و ۶٬۵۳۷ نفر جمعیت دارد و ۲۸۳ متر بالاتر از سطح دریا واقع شده‌است.